# Nautilus cookanum
Nautilus cookanum és una espècie extinta de mol·lusc cefalòpode de la família Nautilidae. Visqué durant l'Eocè. N. cookanum va ser agrupat en un tàxon únic, juntament amb altres espècies extintes, basat en els caràcters compartits de les seves conquilles.